# Johan Hugo Wicher Quirijn ter Spill
Johan Hugo Wicher Quirijn ter Spill (Sint Anna, bij Hatert (gem. Nijmegen), 7 februari 1874 - 's-Gravenhage, 21 februari 1946) was een Nederlands liberaal advocaat en politicus.
Ter Spill was een Haagse advocaat uit een gegoede, oorspronkelijk Groningse familie, die vijf jaar Tweede Kamerlid voor de Vrij-Liberalen was. Hij werd in 1913 in het district Utrecht I gekozen. In de Kamer nam hij als onderwijswoordvoerder deel aan de debatten over herziening van het Grondwettelijk onderwijsartikel.
Hij werd in oktober 1916 door de rechtbank in Den Haag tot f 100 of 5 dagen hechtenis veroordeeld wegens belediging van Carl Gosch. Hij had onder diens naambordje aan de woning het woord 'Mof?' geschreven
- Biografisch Portaal: 84612922
- International Standard Name Identifier: 0000 0000 8060 8630
- Nederlandse Thesaurus van Auteursnamen: 070434980
- Parlement.com: vg09ll95bazp
- Système universitaire de documentation: 244038023
- Virtual International Authority File: 122137836